# 塞格里
塞格里（法語：Ségry，法語發音：[seɡʁi]）是法国安德尔省的一个市镇，位于该省东部，和谢尔省接壤，属于伊苏丹区。

## 地理
塞格里（46°53'26"N, 2°4'57"E）面积33.06 平方千米，位于法国中央-卢瓦尔河谷大区安德尔省。阿爾農河流经境内东北部。
与塞格里接壤的市镇（或旧市镇、城区）包括：舍扎勒伯努瓦、阿尔农河畔马勒伊、圣昂布鲁瓦、舒代、圣欧班。
塞格里的时区为UTC+01:00、UTC+02:00（夏令时）。

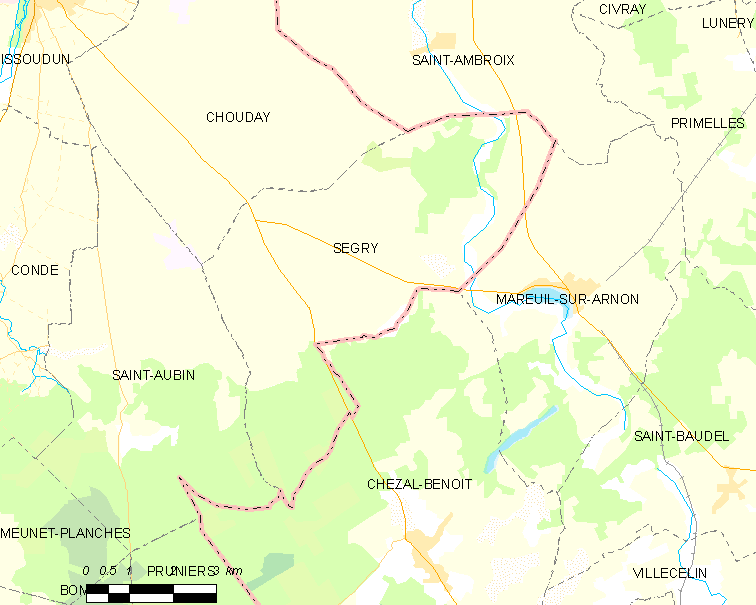
塞格里的OSM定位图

## 行政
塞格里的邮政编码为36100，INSEE市镇编码为36215。

## 政治
塞格里所属的省级选区为伊苏丹县。

## 交通
安德尔省省道D9线、D16线和D70线在境内交汇。

## 人口

1962-2008年间塞格里人口变化图示

塞格里于2022年1月1日时的人口数量为487人。